# Presles-en-Brie
Presles-en-Brie är en kommun i departementet Seine-et-Marne i regionen Île-de-France i norra Frankrike. Kommunen ligger i kantonen Tournan-en-Brie som tillhör arrondissementet Melun. År 2022 hade Presles-en-Brie 2 342 invånare.

## Befolkningsutveckling
Antalet invånare i kommunen Presles-en-Brie
| Referens: INSEE |